# Астраханска област
Астраханска област (рус. Астраханская область) је конститутивни субјект Руске Федерације са статусом области на простору Јужног федералног округа у европском делу Русије.
Административни центар области је град Астрахан.

## Етимологија
Област носи име по административном центру Астрахану. Претпоставља се да је град настао око друге половине XIII века, на месту старих насеља сарматских племена од којих је најпознатије било племе Аси (понегде Аши, Аџи или Хаџи). За време Златне хорде, због својих војних заслуга, становници ових насеља од хана добијају писмо — тархан, којим се ослобађају обавеза према држави. Већ који век касније, место се назива Аџитархан, Аштрархан и коначно Астрахан.

## Становништво
| 1989.   | 2002.     | 2010.     |
| ------- | --------- | --------- |
| 998,114 | 1,005,276 | 1,010,073 |